# Pleospora
Pleospora — рід грибів родини Pleosporaceae. Назва вперше опублікована 1863 року.

## Опис
Рід плеоспора (Pleospora) об'єднує близько 450 видів, які зустрічаються в різних кліматичних зонах земної кулі. Гриби роду Pleospora розвиваються на відмерлих частинах трав'янистих (рідше деревних) рослин і сприяють їх часткової або повної мінералізації. З представників цього роду найбільш поширені такі види:
Pleospora herbarum розвивається на різних трав'янистих рослинах, частіше на дводольних. Даний гриб зустрічається в самих різних країнах північної півкулі. Псевдотеції його сочевицеподібні або кульковидно- плескаті, чорні, діаметром до 500 мкм.
Pleospora vulgaris мешкає на різноманітних трав'янистих рослинах і дуже широко поширений в різних частинах Європи, Азії та Північної Америки. Псевдотеції його сочевицеподібні, чорні, діаметром до 250-400 мкм.
В цикл розвитку деяких представників роду плеоспора, крім сумчастої, входить також конідіального стадія.
Гриби роду плеоспора дуже поширені, тому серед аскомицетов цей рід в даний час вивчений краще за інші. Це перш за все відноситься до його систематики і географічному поширенню окремих видів.

## Поширення та середовище існування
Види роду плеоспора (Pleospora) поділяються на кілька груп.
До першої групи належать види, що розвиваються переважно на дводольних рослинах: Pleospora ambigua, Pleospora chlamydospora і ін.
До другої - види, що зустрічаються на деревних рослинах: Pleospora chamaeropsis, Pleospora laricina.
До третьої - види, характерні в основному для однодольних рослин: Pleospora alismatis, Pleospora gigantea і ін. Деякі з них (Pleospora raetica) приурочені переважно до злаків; інші (Pleospora valesiaca) - до осоки; треті (Pleospora infernalis) - до інших однодольних.
Серед представників роду Pleospora, що розвиваються на однодольних рослинах, є і більш спеціалізовані види. Наприклад, Pleospora pulchra і Pleospora thurgoviana досі були знайдені лише на видах Typha.